# Зонд-5
«Зонд-5» (7К-Л1 № 9) — советский беспилотный космический корабль программы «Зонд», восьмой из запущенных прототипов лунного корабля «Союз 7К-Л1» по программе облёта Луны экипажем из двух человек. Запущен 15 сентября 1968 года. Выполнил первый в мире облёт Луны с возвращением на Землю. На борту «Зонда-5» впервые живые существа достигли лунной орбиты, а также впервые вернулись на Землю после облёта Луны.

## Задачи
«Зонд-5» выполнил следующие задачи:
- отработка полёта космического корабля по трассе Земля — Луна — Земля с возвращением на Землю;
- отработка системы управляемого спуска при входе в атмосферу Земли со второй космической скоростью;
- отработка в лётных условиях аэродинамической формы и характеристик СА;
- биологические исследования.

На борту космического аппарата находились животные и растения: две среднеазиатские черепахи, мухи дрозофилы, мучные черви (личинки жука-хрущака), бактерии (культура кишечной палочки), растения (в том числе хлорелла, традесканция с бутонами, лук и семена высших растений — пшеницы, гороха, ячменя, сосны, моркови, помидоров, горчицы). Кроме того, на борту КА находились культуры человеческих клеток (HeLa, фибробласты и др.). Внутри обитаемого отсека были размещены дозиметры и ядерные эмульсии для оценки дозы радиации, которую получил бы космонавт на лунной трассе при прохождении радиационных поясов и облёте Луны. Измеренная интегральная доза в течение полёта составила около 3,5 рад, что соответствовало предварительным расчётам. Анализ данных показал, что «радиационные условия на исследованной трассе Земля — Луна — Земля при спокойном состоянии солнечной активности не являются опасными для человека».
Были выполнены также исследования потока протонов высокой энергии с помощью двух инструментов. Один из них представлял собой сандвич из двух кремний-литиевых дрейфовых полупроводниковых детекторов (ППД), работающих в антисовпадениях, с геометрическим фактором 3,9 см2·стерадиан и диапазонами энергий детектируемых протонов 1,5…10 и 10…21 МэВ. Второй инструмент представлял собой телескоп из двух идентичных Si(Li) дрейфовых ППД, принимающий излучение из конуса с углом раствора 100 градусов и чувствительный только к протонам в диапазонах энергии 30…35 и 45…50 МэВ. Оба детектора при вращении КА сканировали небесную сферу преимущественно в плоскости, перпендикулярной эклиптике.
Впервые в советской космической программе был выполнен успешный вход спускаемого аппарата в атмосферу Земли со второй космической скоростью.
На борту был установлен аэрофотоаппарат с фокусным расстоянием 400 мм, относительным отверстием 1:6,3 и форматом кадра 13 × 18 см, с помощью которого был получен чёрно-белый снимок Земли с расстояния 90 тыс. км.
В работах по кораблю «Зонд-5» участвовала группа космонавтов 3-го отдела Центра подготовки космонавтов, участников пилотируемой лунной программы СССР.

## Хроника полёта

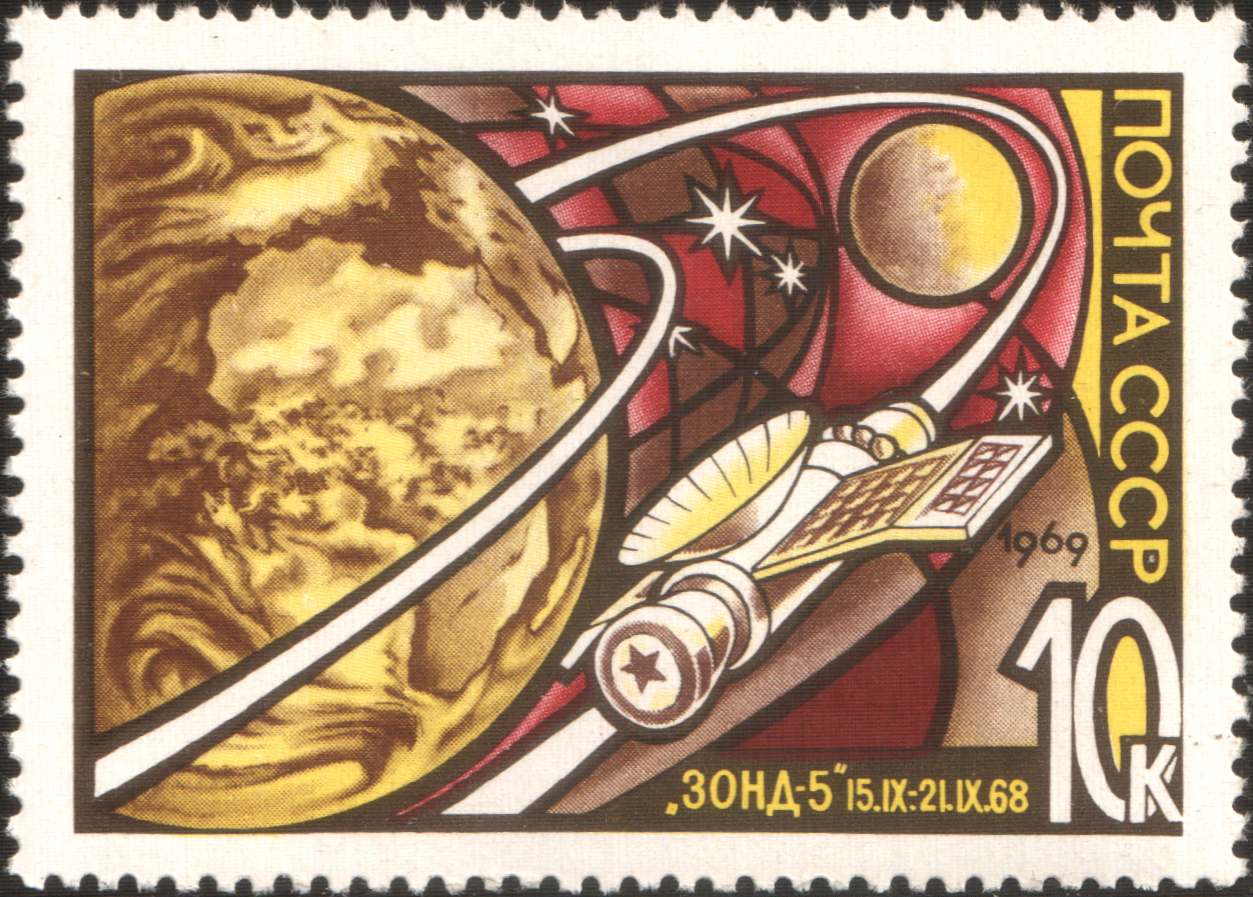
Советская почтовая марка, посвящённая полёту «Зонда-5»

- 15.09.1968, в 00:42:11 МСК (14.09.1968 21:42:11 GMT) — запуск с космодрома Байконур;
- 15.09.1968, в 01:49 МСК — запуск последней ступени ракеты, вывод на траекторию полёта к Луне;
- 17.09.1968, в 06:11 МСК — коррекция траектории для облёта Луны на заданном расстоянии;
- 21.09.1968, в 19:08 МСК — приводнение спускаемого аппарата в Индийском океане.

## Миссия
Корабль «Л-1» («Зонд-5») стартовал 15 сентября 1968 года в 00:42:11 МСК. Миссия состояла из трёх этапов.
На первом этапе станция вместе с последней ступенью ракеты-носителя была выведена на низкую опорную орбиту с параметрами: высота апогея — 219,3 км, высота перигея — 191,4 км, наклонение — 51,43°, период обращения 88,32 минуты. Параметры орбиты практически совпадали с запланированными.
На втором этапе станция с промежуточной орбиты осуществила полёт к Луне, облёт Луны и возвращение к Земле. Полёт к Луне с околоземной орбиты осуществлялся запуском последней ступени ракеты через 67 мин после старта. По достижении расчётной скорости двигатель автоматически выключился, ступень отделилась, и станция направилась к Луне.
Во время полёта был выявлен ряд проблем. Ещё на стартовой позиции обнаружен отказ телевизионной камеры (система «Кречет») внутри спускаемого аппарата, поэтому сеансы телевизионной связи были исключены из полётной программы. Ошибка в документации привела к неправильной установке датчика Земли. Из-за ошибки операторов вышла из строя от нагрева трёхосная стабилизированная гироплатформа. Кроме того, из-за загрязнения оптики осаждающимися на ней испарениями теплозащиты отказал датчик ориентации по звёздам и Солнцу. Резервная система оказалась по ошибке отключенной. Коррекция траектории производилась с помощью микродвигателей ориентации и датчика Земли (по другим сведениям, с использованием датчиков Солнца). На обратном отрезке полёта вышел из строя второй датчик ориентации.
При подлёте к Луне 17 сентября в 06:11 МСК на расстоянии 325 000 км от Земли двигателями корабля была осуществлена коррекция орбиты, в результате чего 18 сентября станция облетела Луну с минимальным расстоянием 1950 км от поверхности.
В течение полёта проводились сеансы связи с «Зондом-5» из НИП-16 (Евпатория), а также (в те моменты времени, когда космический аппарат находился вне зоны видимости с территории СССР) с использованием корабельного командно-измерительного пункта корабля «Космонавт Владимир Комаров». 
После облёта Луны станция направилась к Земле. Вследствие указанных выше проблем посадка в запланированном районе (Казахстан) оказалась невозможна, корабль был выведен на траекторию, предусматривающую приводнение в Индийском океане. На расстоянии 143 000 км от Земли была проведена вторая коррекция траектории полёта, которая уменьшила скорость на 0,35 м/с и обеспечила вход в атмосферу с углом снижения 5—6°. Диаметр безопасного коридора входа составлял лишь 13 км.
21 сентября в 12:08 МСК с расстояния около 90 000 км «Зонд-5» сфотографировал Землю — целиком полушарие со стороны Африки (в чёрно-белом изображении).
В ходе полёта радиообсерватория Джодрелл Бэнк (Великобритания) перехватила передававшиеся на Землю с борта космического аппарата голосовые сообщения (записи голоса, передававшиеся с целью испытания каналов радиообмена), что вначале вызвало предположения, что Советский Союз отправил космонавтов к Луне. 
На третьем этапе полёта спускаемый аппарат в 18:37 МСК отделился от станции и в 18:53 МСК вошёл в плотные слои атмосферы по баллистической траектории. Перегрузки при торможении составили 15—20 g. На высоте около 7 км, при скорости около 200 м/с была введена в действие парашютная система. Спускаемый аппарат приводнился 21 сентября в 19:08 МСК (15:08 GMT) в Индийском океане в точке с координатами 32°38' ю. ш., 65°33' в. д., в 105 км от океанографического исследовательского судна ВМФ «Василий Головнин», специально дежурившего в этом районе океана. В общей сложности в поисково-спасательных мероприятиях участвовало около 20 советских морских судов (научно-исследовательские суда Академии наук СССР, корабли Поисково-спасательной службы, экспедиционные океанографические суда и суда обеспечения ВМФ), а также дальний самолёт-разведчик Ту-95РЦ Северного флота. Сигнал от радиомаяка приводнившегося спускаемого аппарата был обнаружен научно-исследовательским судном «Боровичи» в 03:10 МСК, в 06:17 МСК был установлен визуальный контакт. Спускаемый аппарат пришвартовали к шлюпке «Боровичей» и укрыли брезентом. Вблизи появился также американский фрегат McMorris, выполнявший слежение за НИС «Моржовец» и «Невель». «Боровичи» и подошедший танкер ВМФ «Ханой» маневрировали, прикрывая объект от американцев. Спускаемый аппарат был поднят на борт «Василия Головнина» 22 сентября около полудня по московскому времени.
Биообразцы были извлечены из спускаемого аппарата на борту «Василия Головнина» 25 сентября, через 4 дня после приводнения. Черепахи потеряли около 10 % веса (в течение всего полёта они не получали пищу — для них это не опасно), но оставались активными и проявляли хороший аппетит.
3 октября (по другим сведениям 4 октября) 1968 года спускаемый аппарат доставили в Бомбей, а оттуда самолётом Ан-12 отправили в Москву. В настоящее время он экспонируется в музее РКК «Энергия» в г. Королёв.
Во время полета «Зонда-5» был проведен эксперимент по ведению радиосвязи на различных расстояниях от Земли. В сеансах голосовой радиосвязи участвовали космонавты, имитируя сообщения с борта корабля. Британская радиообсерватория Джодрелл Бэнк наблюдала за полетом и, когда там услышали голосовые сообщения, передававшиеся с борта корабля, специалисты обсерватории предположили, что Советский Союз отправил космонавтов к Луне.

## Биологические эксперименты

### Черепахи
Выбор среднеазиатских черепах (Testudo horsfieldii gray, другое название — степные черепахи) в качестве объектов космических экспериментов был связан с тем, что из-за замедленного обмена веществ их не надо было поить и кормить в течение полёта.
На борт «Зонда-5» были помещены две черепахи, безымянные, но помеченные номерами 22 и 37. В целом набор экспериментальных экземпляров состоял из восьми черепах — половозрелых самцов возрастом 6—7 лет, весивших 340—400 г. Из остававшихся на Земле шести черепах четырёх (1-ю контрольную группу) продолжали держать в виварии, а двух (2-ю контрольную группу) отвезли на космодром и обратно. Животные были доставлены в лабораторию за два месяца до начала эксперимента. В течение этого времени их периодически взвешивали, делали электрокардиограмму с трёх стандартных отводов и выполняли анализ периферийной крови. Ежедневный рацион каждого животного состоял из 2 г мяса и по 10 г капусты, моркови и хлеба.
Основная фаза эксперимента началась 2 сентября 1968 года, за 13 дней до старта. В этот день черепахи экспериментальной группы были помещены на борт АМС в индивидуальные тесные клетки так, что практически не могли двигаться. Вторую контрольную группу одновременно поместили в такие же условия в лаборатории. Обе группы с этого момента не получали пищу и воду. Черепахи 1-й контрольной группы находились в свободных клетках и получали обычный рацион.
После запуска, облёта Луны и приводнения в Индийский океан (21 сентября) спускаемый аппарат был доставлен в Бомбей (4 октября) и в Москву (7 октября); патоморфологическое исследование всех экспериментальных животных было выполнено 11 октября. Таким образом, животные экспериментальной и 2-й контрольной групп не ели в течение 39 суток. Кроме того, черепахи экспериментальной группы подверглись всем факторам 7-суточного космического полёта вокруг Луны (перегрузки на старте и приземлении, невесомость, радиационное облучение), действию тропического климата и факторам, связанным с транспортировкой по воде и воздуху. Согласно выполнявшимся в течение полёта дозиметрическим измерениям, полная доза радиации, полученная черепахами на борту АМС, не превышала 3,5 рад.
Вес животных экспериментальной группы уменьшился на 10%, 2-й контрольной — на 5%. Отличий во внешнем виде и поведении, а также в составе периферической крови и кардиограмме у животных всех трёх групп не наблюдалось. Однако были обнаружены изменения внутренних органов, наиболее проявленные у летавших черепах, но наблюдавшиеся также и у 2-й контрольной группы.

### Растения
На борту корабля в специальных контейнерах были размещены воздушно-сухие семена пшеницы, гороха, ячменя, сосны, моркови, помидоров, горчицы, а также луковицы репчатого лука и цветущий экземпляр традесканции (Tradescantia paludosa, клон «Сакса №5»). После полёта часть семян проращивалась. У радиочувствительных растений (ячменя и сосны) в клетках первичных корешков были обнаружены бо́льшие, чем в контрольных образцах, хромосомные перестройки; с меньшей степенью достоверности такие перестройки были обнаружены в клетках лука. В связи с тем, что доставка биоматериала с места приводнения в Индийском океане до лаборатории заняла 16 суток, сравнение традесканции с контрольным образцом не выявило значимых отличий. Интегральная доза радиации, измеренная разнотипными дозиметрами (прямопоказывающие счётчики, ядерные фотоэмульсии, термолюминесцентные стёкла и др.), установленными в местах крепления биоконтейнеров, составила 3,5 рад за всё время полёта, причём основной вклад в дозу внесло проникающее излучение околоземных радиационных поясов, а около 10% дозы было набрано от источника, находившегося на борту корабля.